# Leucania lishana
Leucania lishana är en fjärilsart som beskrevs av Chang 1991. Leucania lishana ingår i släktet Leucania och familjen nattflyn. Inga underarter finns listade i Catalogue of Life.